# Ferias de Champaña

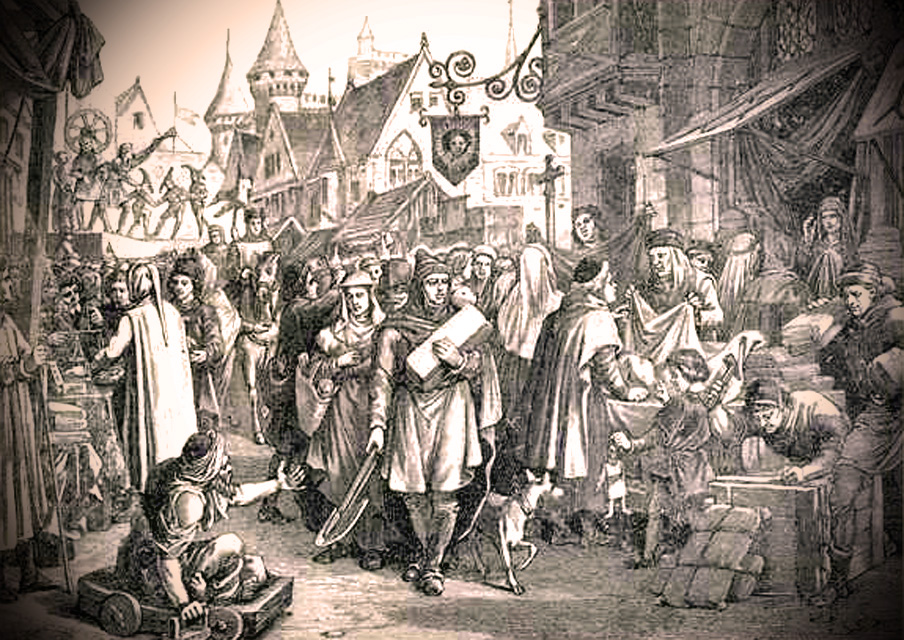
Feria de Champaña, grabado del siglo XIX

Se conoce como ferias de Champaña (del francés: Foires de Champagne) al conjunto de las ferias que se celebraban desde el siglo XII en el dominio de los condes de Champaña, un ciclo anual de ferias en las regiones de Champagne y Brie. Su éxito histórico fue debido principalmente a la seguridad particular de que disfrutaron los comerciantes, garantizada por los mismos condes de Champaña. Se celebraban en las ciudades de  Lagny-sur-Marne (una vez al año), Provins (dos veces al año), Troyes (dos veces al año) y Bar-sur-Aube (una vez al año).
Teobaldo IV de Blois, conde de Champaña, estableció las reglamentaciones de feria a través de cartas (carta de 1137, 1164, 1176, etc.) y se las arregló para hacer respetar su salvoconducto más allá de las fronteras de su condado. Fue su excelente organización material (salones, alojamientos y albergues, almacenes), los fuertes privilegios y la buena justicia de los condes de Champaña lo que explica el temprano desarrollo de las ferias que darán nacimiento, a finales del siglo XII, al ciclo de las seis grandes ferias mencionadas, complementadas por algunas ferias más pequeñas.
A partir de orígenes en antiguas ferias agrícolas y de bienes locales, las ferias de Champaña se convirtieron en un motor importante en la historia económica de la reactivación de la Europa medieval, «verdaderos centros neurálgicos» que actuaron como un mercado principal de textiles, cuero, pieles y especias. En su apogeo, a finales del XII y el siglo XIII, las ferias vinculaban las ciudades de los Países Bajos productoras de tela con los centros italianos de teñido y exportación, con Génova a la cabeza. Las ferias, que ya estaban bien organizados en el inicio del siglo XII, fueron una de las primeras manifestaciones de una economía europea interrelacionada, una característica de la Baja Edad Media. Desde finales del siglo XII, las ferias, convenientemente situadas en las antiguas rutas terrestres y en gran medida autorreguladas a través del desarrollo de la Lex mercatoria,  la «ley de comerciante», dominaron las relaciones comerciales y bancarias operando en la región 
Una unidad de peso, el «marco de Troyes» apareció en 1147 y fue pronto adoptado en París. El «denier provinés» circuló lo suficientemente lejos como para servir como referencia hasta Italia. La onza troy(ana) sigue siendo la referencia mundial de peso de los metales preciosos.

## Las ciudades

Localización del condado de Champaña hacia 1180 (en amarillo, arriba a la derecha).

Las ciudades en las que se celebraron las seis ferias del circuito anual tenían algunas características en común, pero ninguna estaba destinada inexorablemente a jugar papel alguno en el comercio: cada una estaba situada en una intersección o antigua estación de paso de las vías romanas y cerca de un río, pero solo Lagny-sur-Marne tenía uno navegable. Troyes y Provins habían sido centros administrativos del imperio de Carlomagno que se desarrolló en las ciudades centrales del condado de Champaña y en el Brie Champenoise;  la feria en Bar-sur-Aube se llevaba a cabo a las afueras del recinto del castillo del conde, y en Lagny en los terrenos de un monasterio benedictino. El interés propio y la voluntad política de los condes de Champaña fue el factor desencadenante.

### Llegar a las ferias de Champaña
Para cruzar los Alpes, las caravanas de mulas de carga se abrían paso por el collado de Mont Cenis, un viaje que duraba más de un mes desde Génova a las ciudades feriales, siguiendo alguna una de las diversas opciones de la Vía Francígena. Transportistas profesionales pueden haber hecho la caminata, bajo contrato con los comerciantes. P. Huvelin ha documentado la existencia, en la segunda mitad del siglo XIII, de un servicio rápido de correo que facilitaba la transferencia de cartas e información de mercado entre el norte y el sur, una red organizada para ventaja particular del Arte di Calimala, el gremio de comerciantes de telas de Florencia, y otros organizados por las ciudades de Siena y Génova y por algunas casas mercantiles. A principios de febrero de 1290, a un mensajero tardaba más de veinte días en hacer el viaje desde Lagny a Florencia, como estudió R. D. Face. Alternativamente, los productos del norte de Italia eran enviados hasta Aigues-Mortes y luego remontaban el Ródano, Saona y Sena.

## Organización: la guardia de las ferias
Desde 1147,  la guardia de las ferias que velaba por el orden garantizaba también el respeto de los usos comerciales y desarrolló una verdadera jurisdicción. En el siglo XIII, los guardias incluso tomaron el papel de notarios, dando la sanción de autoridad condal a los actos de derecho privado relativos a las transacciones y las deudas a cobrar. En la segunda mitad del siglo, las ferias se dotaron de sus propios notarios y procuradores para hacer frente al aumento del volumen de negocio, especialmente pesado ya que el mismo personal iba de feria en feria.

## El conducto real de 1209
El «conducto» real acordado por Felipe Augusto en  1209  extendió aún más el alcance de estas ferias de Champaña. Pasan a formar un conjunto coherente, que atrajo a italianos y flamencos. El conducto real les aseguraba que todo mal que les fuera causado sería considerado como lesa majestad  y tenidos en cuenta por la justicia real.
De manera general, el conducto de feria era un salvoconducto librado por el señor de la feria o por los señores o las villas que se encontraban en el camino los comerciantes. Proporcionaban protección para garantizar el paso de los comerciantes y sus bienes por sus territorios.
Cada salvoconducto se pagaba. A cambio, el señor indemnizaba al comerciante si las mercancías eran dañadas al atravesar su señorío: el señor no garantizaba los daños causados por eventos nocturnos o en caso de guerra.

## Un ciclo equilibrado

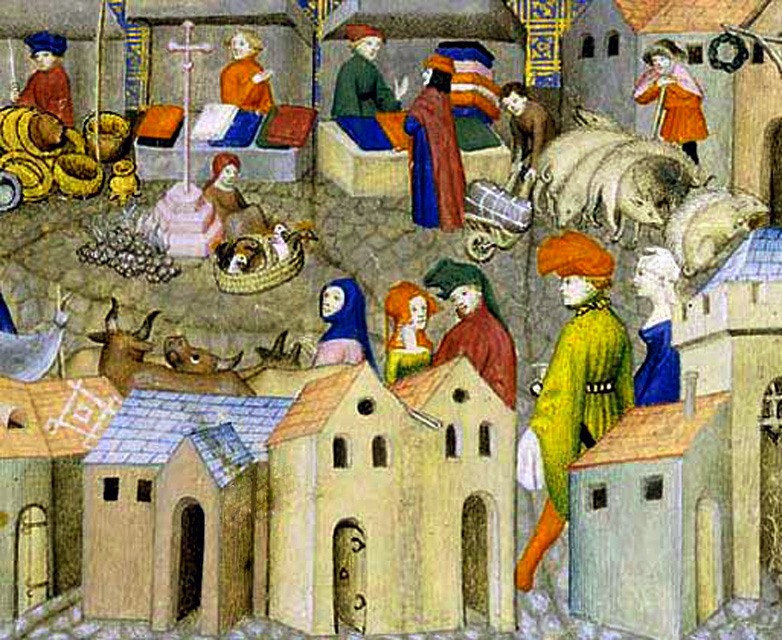
Escena de feria en Le Chevalier errant de Tomás III de Saluzzo.

Las ferias de Champaña formaban, desde de finales del siglo XII, un ciclo equilibrado de «foires chaudes» (ferias calientes, en verano) y «froides» (ferias frías, en invierno), así como ferias principales y secundarias que procuraban a los comerciantes y hombres de negocios una plaza comercial casi permanente.
- 2 al 15 de enero: feria «des Innocents» de Lagny-sur-Marne;
- Martés antes de Cuaresma a domingo de Pasión: feria de Bar-sur-Aube;
- semana de la Pasión: feria de Sézanne;
- mayo: feria caliente de «Saint-Quiriace» de Provins;
- 24 de junio a mediados de julio: feria «chaud» o de Saint-Jean en Troyes;
- septiembre /octubre: feria «froide» de «Saint-Ayoul» en Provins;
- principios de noviembre a la semana antes de Navidad: feria «froide» o de la «Saint-Remi» en Troyes.

Al vincular los momentos de peregrinación con las épocas de feria permitió una asistencia significativa. Las ferias duraban de 3 a 7 semanas:
- la primera parte consagrada a la «montre» (muestra, exposición de las mercancías);
- la segunda parte consagrada a la venta;
- la tercera parte consagrada los reglamentos;
- La última parte a la «sortie de foire» (fiestas).

## Un lugar de información económica
Las ferias de Champaña jugaron desde los años 1250 el papel de una plaza financiera y deben a este papel haber sobrevivido como ferias de cambio hasta los años 1340, incluso aunque las transacciones comerciales hubieran desaparecido en gran parte.

## Las «naciones»
Las ferias en general fueron uno de los lugares donde los hombres de la Edad Media tomaron consciencia de su identidad nacional y de su solidaridad en un entorno local. Desde el siglo XIII, los comerciantes italianos constituyeron en Champaña naciones gobernadas por cónsules que eran tanto representantes del gobierno de la villa de origen (p. ej. los sieneses desde 1246) como de los comerciantes que frecuentaban la feria. Estas naciones desarrollaron estructuras de apoyo a las empresas e incluso una jurisdicción de arbitraje interna, reconocida por el rey. Desde 1278, el conjunto de cónsules italianos en Champaña elegían a un capitán, tenido por el gobierno local como un interlocutor conveniente. Organizaciones similares también se formaron en las ferias en el Languedoc.

## Declive de las ferias de Champaña
Las ferias de Champaña irradian en el siglo XIII en todo Occidente. Declinaron después de 1300 frente a la competencia de las ferias de París (y después las de Lyon), demasiado cercanas para justificar el mantenimiento por las grandes compañías italianas de dos establecimientos permanentes, uno en una gran villa y el otro en cuatro villas medianas. La aparición de la competencia marítima por el tráfico entre Flandes e Italia desde 1291 y la apertura de nuevas rutas a través de los Alpes ayudaron a causar su decaer. También hay que añadir la crisis de finales de la Edad Media, tanto económica como demográfica.
Otra explicación importante de la caída de las ferias de Champaña fue el resurgimiento de los conflictos militares en Europa en general y en la región, especialmente después de los años 1280. Estos problemas de seguridad promovieron el transporte marítimo (de ahí el desarrollo de las galeras de comercio venecianas o de la Liga Hanseática) que, aunque más lento y menos regulares, se volvieron más seguras que las rutas terrestres.
El establecimiento de mayores impuestos a las ferias por el conde Henri es también una de las causas mencionadas.
Finalmente, por el matrimonio de Juana I de Navarra (condesa y heredera de Champaña) con Felipe IV el Justo en 1284, el condado de Champaña entró en el dominio real y las prioridades políticas cambiaron.